# Jean Henri van Swinden

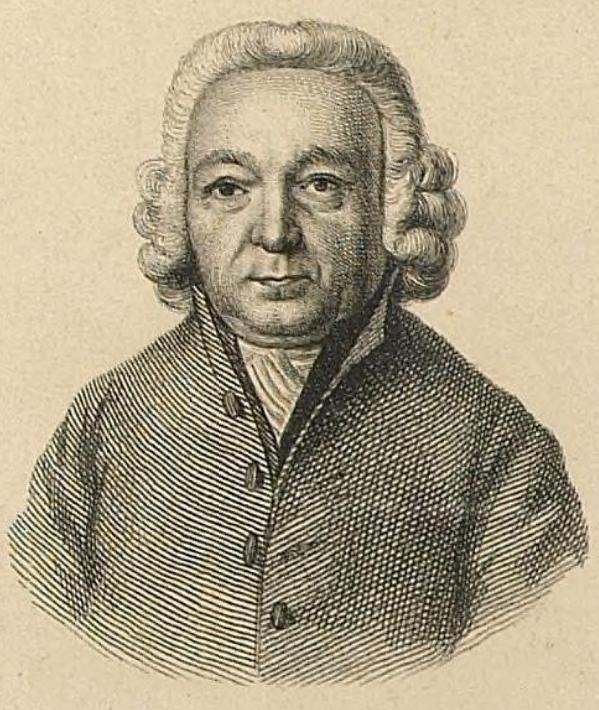
Jean Henri van Swinden

Jan Hendrik oder Jean Henri van Swinden (* 8. Juni 1746 in Den Haag; † 9. März 1823 in Amsterdam) war ein niederländischer Mathematiker und Naturwissenschaftler.

## Leben
Seine Eltern, der Rechtsanwalt Phillipe van Swinden und Marie Anne Tolosan, waren Nachkommen von französischen Flüchtlingen.
Er studierte 1763–1766 an der Universität Leiden Philosophie, Physik, Anatomie, Physiologie, Botanik und Chemie u. a. bei Johannes Lulofs und wurde nach seiner Dissertation über die Anziehungskraft Magister der Freien Künste und im Folgejahr Professor an der Universität Franeker. 1788 wurde ihm am Athenaeum Illustre Amsterdam (Vorläufer der Universität Amsterdam) die Professur für Mathematik, Physik und Astronomie übertragen.
Für seine Arbeit über die Magnetnadel erhielt er 1770 einen Preis der Akademie der Wissenschaften zu Paris, deren korrespondierendes Mitglied er 1777 wurde, und zur Arbeit Über die Ähnlichkeit zwischen Magnetismus und Elektrizität einen weiteren Preis 1780 in München.
Er und Henricus Aeneae (1743–1810) waren November 1798 bis Juli 1799 in Paris Mitglieder der Kommission zur Bestimmung der Grundlagen, worauf das neue Maß- und Gewichtssystem beruhen sollte. Das System wurde in seinem Heimatland erst 1812 unter französischer Regierung eingeführt. 1822 wurde er zum Mitglied (Fellow) der Royal Society of Edinburgh gewählt.
Er hielt Vorträge vor der Gesellschaft Felix Meritis. Mit seinem Schüler Pieter Nieuwland (1764–1794) verfasste er eine Abhandlung über die Seefahrtskunst.
Nach der französischen Invasion im Januar 1795 wurde er 1798 Mitglied der exekutiven Gewalt der Batavischen Republik, kehrte jedoch später nach Amsterdam zu seinen Studien zurück.
Mehrere seiner Schüler am Athenaeum Illustre spielten eine wesentliche Rolle beim Wiederaufbau des Studiums der Mathematik, Physik und Astronomie an die niederländischen Universitäten nach dem napoleonischen Kriege, insbesondere Pieter Johannes Uylenbroek (1797–1844) in Leiden und Gerard Moll (1785–1838) in Utrecht.
Er schrieb ein Lehrbuch der Geometrie, das in deutscher Übersetzung überarbeitet von Karl Friedrich Andreas Jacobi erschien.

## Veröffentlichungen
- Abhandlungen über vollkommene Maasse und Gewichte. 1802.
- Grondbeginsels der meetkunde. Amsterdam 1816. = Elemente der Geometrie. Aus dem Holländischen übersetzt und vermehrt von C. F. A. Jacobi. Jena 1834.